# Аитпайколь
Аитпайколь (каз. Айтпайкөл, Атпайкөл) — озеро в Мендыкаринском районе Костанайской области Казахстана. Находится к югу от села Речное (быв. свх им. Чапаева).
По данным топографической съёмки 1944 года, площадь поверхности озера составляет 1,65 км². Наибольшая длина озера — 2,5 км, наибольшая ширина — 0,9 км. Длина береговой линии составляет 5,5 км, развитие береговой линии — 1,19. Озеро расположено на высоте 157,4 м над уровнем моря.